# David Wallace-Wells
David Wallace-Wells är en amerikansk journalist som är känd för sina skrifter om global uppvärmning. 2017 skrev han essän "The Uninhabitable Earth", som han senare utvecklade till boken The Uninhabitable Earth. 

## Biografi
Wallace-Wells studerade vid University of Chicago och tog examen från Brown University 2004 med en examen i historia. Han är gift med Risa Needleman.

## Karriär
David Wallace-Wells arbete har publicerats i tidskriften New York, där han är biträdande redaktör. Han skriver också för The Guardian. Han är nationell stipendiat i New America. I mars 2019 uppträdde han på The Joe Rogan Experience podcast. Den 17 juli 2019 dök Wallace-Wells upp i ett avsnitt av The Doctor's Farmacy, en video producerad av läkaren Mark Hyman.
Sedan 2017 har Wallace-Wells skrivit mycket om klimatförändringar i tidningen New York. Han har sagt att han är optimistisk om jordens miljöframtid, men han är fortfarande försiktig. Han har sagt att oavsett graden av miljöförstöring, "kommer det alltid att vara så att det kommande decenniet kan innehålla mer uppvärmning och mer lidande eller mindre uppvärmning och mindre lidande."
Hans mest kända verk är "The Uninhabitable Earth", en artikel publicerad 9 juli 2017 i tidningen New York. Uppsatsen fick blandad till negativ kritik från vissa forskare, men ansågs vara ett viktigt och inflytelserikt arbete av många kritiker. Senare gjorde han om verket till en bok med samma namn, publicerad 2019.

## Verk
The Uninhabitable Earth. New York: Tim Duggan, 2019. ISBN 9781984826589.